# No Second Prize
No Second Prize is een computerspel dat werd ontwikkeld en uitgegeven door Thalion Software. Het spel kwam in 1992 uit voor de Commodore Amiga en de Atari ST. Het spel is een motorracespel. Elke race bestaat uit zes personen. Het spel wordt getoond in eerste perspectief. Grafisch is het spel gebaseerd op polygonen. Het spel is Engelstalig en singleplayer.

## Platforms
| Platform | Jaar |
| -------- | ---- |
| Amiga    | 1992 |
| Atari ST | 1992 |

## Ontvangst
| Beoordeeld door | Platform | Datum         | Score |
| --------------- | -------- | ------------- | ----- |
| Amiga Action    | Amiga    | december 1992 | 91%   |
| The One Amiga   | Amiga    | december 1992 | 91%   |
| CU Amiga        | Amiga    | december 1992 | 90%   |
| Amiga Computing | Amiga    | januari 1993  | 90%   |
| Atari ST User   | Atari ST | januari 1993  | 90%   |
| ST Format       | Atari ST | mei 1993      | 87%   |
| Amiga Power     | Amiga    | december 1992 | 84%   |
| Amiga Joker     | Amiga    | november 1992 | 81%   |
| Amiga Format    | Amiga    | december 1992 | 80%   |
| Power Play      | Amiga    | december 1992 | 72%   |